# Karl Wald

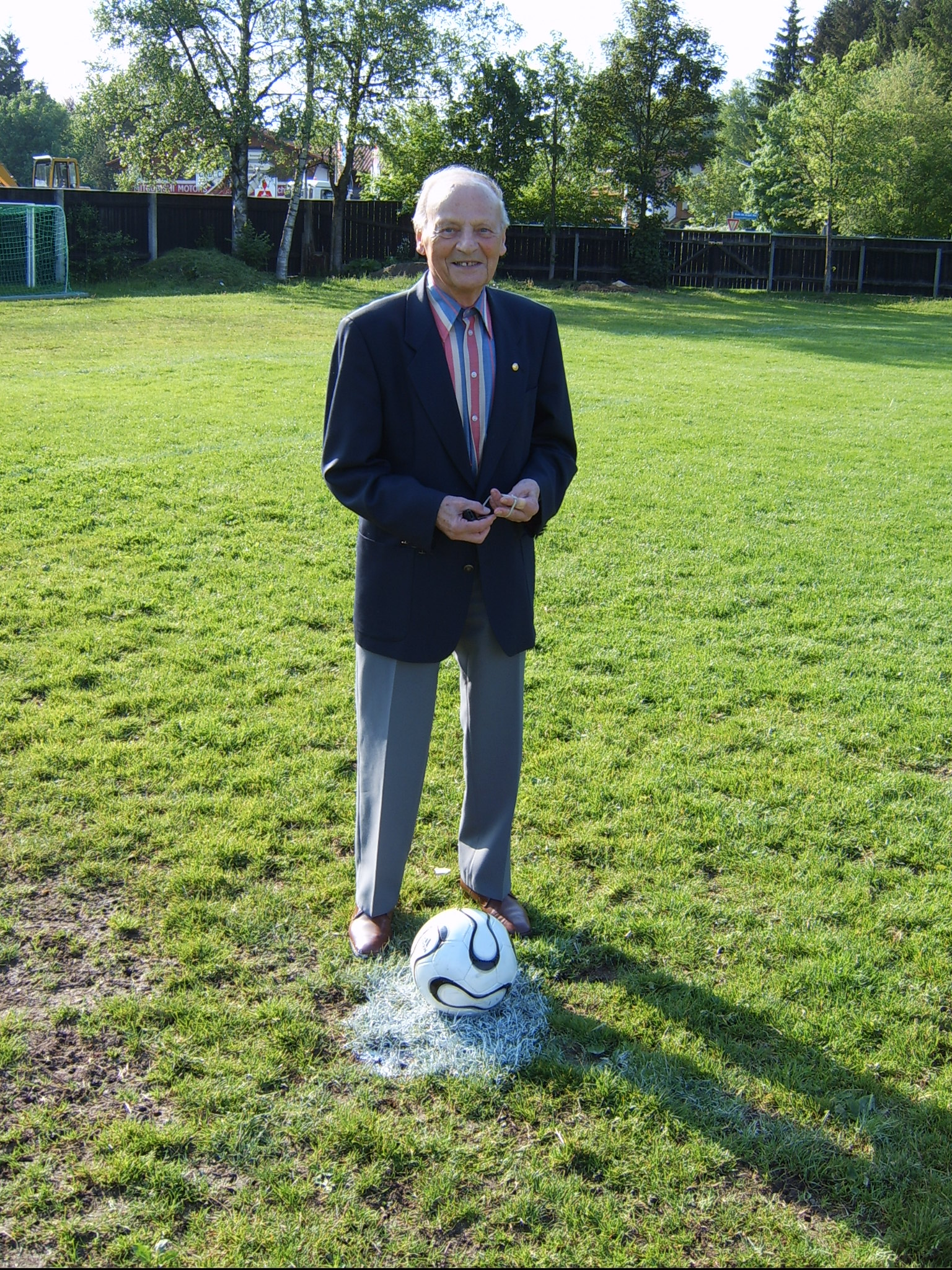
Karl Wald (2006)

Karl Wald (* 17. Februar 1916 in Frankfurt am Main; † 26. Juli 2011 in Penzberg) war ein deutscher Fußballschiedsrichter. Er gilt als Entwickler der aktuellen und weltweit offiziellen Variante des Elfmeterschießens im Fußball, nachdem bereits seit den 1950er-Jahren in offiziellen Verbandswettbewerben des europäischen Fußballs verschiedene Varianten des Elfmeterschießens durchgeführt wurden.

## Leben
Wald erwarb 1936 bei seinem Stammverein Rot-Weiss Frankfurt die Schiedsrichterlizenz. In den nächsten 40 Jahren fanden mehr als 1000 Spiele unter seiner Leitung statt. Ab 1940 lebte er im oberbayerischen Penzberg.
Während des Zweiten Weltkrieges geriet er in britische Kriegsgefangenschaft. Nachdem er einen britischen Schiedsrichter wegen dessen schlechter Leistung ersetzt hatte, leitete er zahlreiche Militär-Fußballspiele, unter anderem im Prinzenparkstadion in Paris.
In Deutschland wurde Wald, noch bevor im Juli 1963 die Gründung der Fußball-Bundesliga erfolgte, in der Oberliga Süd eingesetzt, welche damals die höchste deutsche Spielklasse war. Da er im Jahr 1963 mit 47 Jahren die damalige Altershöchstgrenze für Schiedsrichter erreichte, kam er in der Bundesliga nur noch zu einem Einsatz als Linienrichter beim Spiel FC Bayern München – Eintracht Frankfurt am 21. August 1965.
Im Alter von 63 Jahren ging er zwar in den Ruhestand, er blieb jedoch bis zu einem Alter von 75 Jahren als gefragter Lehrwart tätig. Seine Schiedsrichter-Karriere gab er als Ehrenschiedsrichter am 1. September 1981, mit der Spielleitung zum Jubiläum der ehemaligen Zweitligamannschaft seines Heimatvereins FC Penzberg, endgültig auf. Zu seinem 90. Geburtstag gratulierte ihm der Präsident des Weltfußballverbandes FIFA Sepp Blatter.
Im Jahr 1940 heiratete Wald in Penzberg Therese († 2003), mit der er zwei Töchter hatte. Wald war gelernter Friseur, arbeitete nach dem Zweiten Weltkrieg jedoch als Lokführer im Bergwerk Penzberg. Als dieses 1966 schloss, wechselte er zum MAN-Standort in Penzberg, wo er bis zu seiner Rente blieb.

## Die Idee des Elfmeterschießens
Im Jahr 1970 schlug Wald auf einem Verbandstag in Bayern vor, Fußball-Partien, die im Laufe der regulären Spielzeit von 90 Minuten und auch nach einer 30-minütigen Verlängerung keinen sportlichen Sieger gefunden hatten, durch ein Elfmeterschießen zu einer Entscheidung zu bringen:
„Nur so kann es doch einen einwandfreien sportlichen Sieger geben. Alles andere war doch keine Lösung.“
Das damals übliche Losverfahren empfand er als ungerecht:
„So etwas war doch kein Sieg. Das war einfach nichts.“
Zwar legte er einen bereits vollständig ausgearbeiteten Entwurf des heute noch gültigen Regelwerks vor, dennoch wurde sein Antrag zunächst blockiert. Erst nachdem sich das Präsidium zu einer Beratung zurückgezogen hatte, erklärte sich der Bayerische Fußball-Verband bereit, den Vorschlag mit Beginn der neuen Saison 1970/71 einzuführen. Dieser Entscheidung folgte der Deutsche Fußball-Bund (DFB). Ob die Europäische Fußball-Union (UEFA) sowie der Weltverband FIFA, der nach 47 Kommissionssitzungen und Sonderkonferenzen das Elfmeterschießen unter dem offiziellen Namen „Schüsse von der Strafstoßmarke zur Siegerermittlung“ einführte, auch auf Walds Idee hin ihre Regularien änderten, ist umstritten.

## Ehrungen

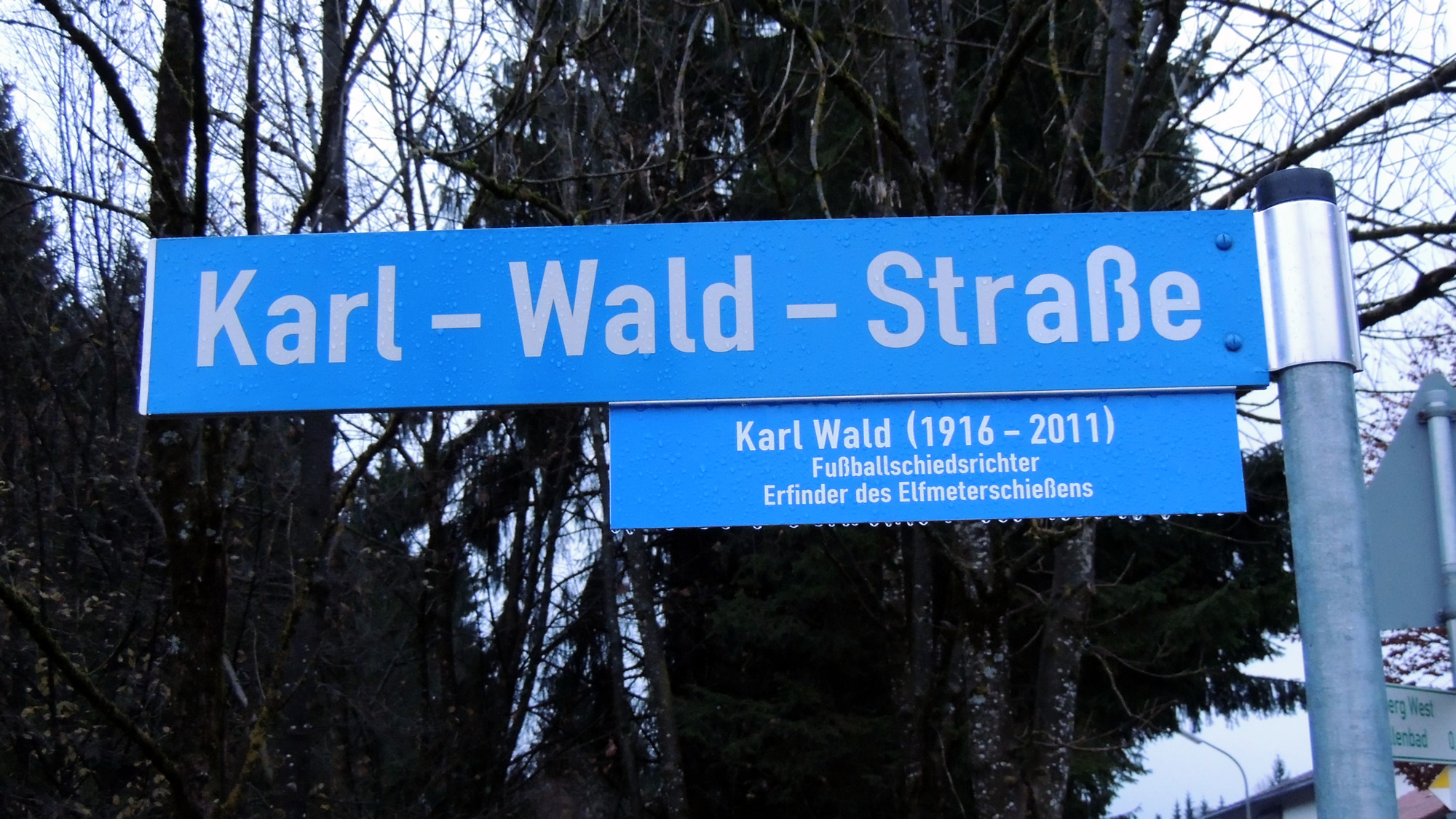
Karl-Wald-Straße in Penzberg (Oberbayern)

- 1956: Silberne Schiedsrichter-Ehrennadel
- 1961: Goldene Schiedsrichter-Ehrennadel
- 1995: Goldenen Plakette der Schiedsrichtergruppe Weilheim
- 2007: Sonderehrung der Stadt Penzberg für sein langjähriges Engagement beim FC Penzberg[7]

Zu Ehren von Karl Wald wurde von der Stadt Penzberg am 4. April 2014 die Zufahrt zum Penzberger Nonnenwaldstadion auf dessen Namen getauft.
Im Oktober 2020 wurde das Nonnenwaldstadion in Karl-Wald-Stadion benannt und die Karl-Wald-Straße in Am Karl-Wald-Stadion.
Von Mai bis Oktober 2020 widmete das Museum Penzberg ihm die Sonderausstellung Rasenglück.

## Fernsehsendung
- Sportschau: 50 Jahre Elfmeterschießen In: ARD, ausgestrahlt am 9. August 2020 von 18:30 bis 19:20 Uhr